# 船井総研ロジ
船井総研ロジ株式会社（ふないそうけんロジ）は、株式会社船井総合研究所グループとして、物流に特化したコンサルティングと3PL実効を支援サービスを東京、大阪を拠点に展開している。

## 事業内容
- ロジスティクス、物流コンサルティングサービス（PJ型、支援型、成果型）
- 3PLマネジメントサービス（物流業務設計・管理業務）
- 3PLオペレーションサービス（物流業務受託・請負業務）
- 販売管理費を低減する共同購買サービス（物流資材・燃料・通信・コピー、等）
- 物流ファイナンスサービス（M&A、デューディリジェンス、ファクタリング、資金調達支援、等）
- ロジスティクス情報システム及びマテハン設計、構築、導入、管理サービス）

## 沿革
- 2000年05月 船井総研ロジ株式会社設立
- 2002年01月 3PL事業　開始
- 2002年08月 燃料共同購入事業　開始
- 2002年11月 近畿運輸局より第一種利用運送事業（貨物自動車）を許可＜近運自貨第715号＞
- 2004年07月 ASP事業として入出荷在庫管理システム『profit！（プロフィット）』　サービス開始
- 2004年10月 ファイナンス事業として売掛債権保全付き与信・決済サービス『protect（プロテクト）』　サービス開始
- 2006年09月 プライバシーマーク認定取得　＜第A840181（01）号＞
- 2010年03月 大阪事務所を東淀川区東中島に移転
- 2012年07月 東京事務所を品川区西五反田に移転
- 2014年06月 大阪事務所を中央区北浜に移転（現事務所）
- 2018年07月 東京事務所を千代田区丸の内に移転
- 2024年03月 橋本直行が代表取締役社長に就任
- 2024年04月 東京事務所を中央区八重洲（東京ミッドタウン八重洲）に移転（現事務所）

## 関連会社
- 株式会社船井総研ホールディングス
- 株式会社船井総合研究所
- 株式会社船井総研デジタル